# Băiculești, Argeș
Băiculești este satul de reședință al comunei cu același nume din județul Argeș, Muntenia, România. Este situat în partea central-vestică a județului, în Dealurile Argeșului, pe malul stâng al Argeșului. Gara din localitate, construită în secolul al XIX-lea, are statut de monument istoric. La recensământul din 2002 localitatea avea 582 locuitori.